# KNVB Beker 1994/95 (vrouwen)
De 15de editie van de KNVB Beker voor vrouwen werd gewonnen door DVC Den Dungen die in de finale Puck Deventer versloegen. Voor Den Dungen was het de tweede keer dat de beker veroverd werd. De club werd daarna opgeheven.

## Finale
| Thuis          | Uitslag | Uit           |
| -------------- | ------- | ------------- |
| DVC Den Dungen | 2-1     | Puck Deventer |

1980/81 · 1981/82 · 1982/83 · 1983/84 · 1984/85 · 1985/86 · 1986/87 · 1987/88 · 1988/89 · 1989/90 · 
1990/91 · 1991/92 · 1992/93 · 1993/94 · 1994/95 · 1995/96 · 1996/97 · 1997/98 · 1998/99 · 1999/00 · 
2000/01 · 2001/02 · 2002/03 · 2003/04 · 2004/05 · 2005/06 · 2006/07 · 2007/08 · 2008/09 · 2009/10 · 
2010/11 · 2011/12 · 2012/13 · 2013/14 · 2014/15 · 2015/16 · 2016/17 · 2017/18 · 2018/19 · 2019/20 ·
2020/21 · 2021/22 · 2022/23 · 2023/24 · 2024/25